# Distretto di Sujiatun
Il distretto di Sujiatun (苏家屯区S, Sūjiātún QūP) è un distretto della Cina, situato nella provincia di Liaoning e amministrato dalla prefettura di Shenyang.